# Elsbeth Ebertin

Elsbeth Ebertin vor 1910

Elsbeth Ebertin (* 14. Mai 1880 in Görlitz; † 28. November 1944 in Freiburg im Breisgau) war eine deutsche Astrologin, Graphologin und Schriftstellerin. Sie schrieb auch unter dem Pseudonym Elsa Gorlizia.

## Leben
Elsbeth Ebertin ist die Mutter von Reinhold Ebertin. Sie interessierte sich früh für Philosophie und Graphologie und war ab 1900 für verschiedene Zeitschriften schriftstellerisch tätig. Sie war die erste professionell als Astrologin arbeitende Frau in Deutschland und avancierte nach dem Ersten Weltkrieg zur bekanntesten Astrologie-Publizistin. Der Ex-König von Bulgarien zählte zu ihren Kunden.
Nachdem ihr eine Hitler-Anhängerin im Jahr 1923 die Geburtsdaten des „Führers“ zugeschickt hatte, erstellte Elsbeth Ebertin ein Horoskop für Adolf Hitler auf den 20. April 1889, Sonne mit 29 Grad im Widder (Hitlers Sonne stand auf 00°49' Stier). Aussagen in ihrer Horoskopdeutung wurden als Vorhersage des Putsches vom 8. November 1923 verstanden. Insgesamt zeigte sie sich von Hitler und seinen Ideen sehr angetan, wie sie in einer Veröffentlichung 1924 erkennen lässt:
Es scheint fast so, als ob der, den ich meine, unter starkem Widder-Einfluß vom Schicksal dazu ausersehen ist, sich für das deutsche Volk zu opfern und kühn und tapfer alles zu ertragen; auch wenn‘s um Leben oder Tod gehen sollte; zum mindesten aber den Anstoß zu einer deutschen Freiheitsbewegung zu geben, die dann ganz plötzlich hervorbrechen wird. [...]
Elsbeth Ebertin hatte noch 1935 den von ihr zusammengestellten Gedichtband Blumen als Boten der Liebe mit persönlicher Widmung an Hitler geschickt. Sie schrieb:
„Meinem Führer zum Geburtstag einen Blütenstrauß deutscher Dichter in Ehrerbietung und Treue. Elsbeth Ebertin. Weinsberg b Heilbronn d 18.IV.1935.“
„Die Lieblingsblumen der deutschen Kaiser und des Führers Adolf Hitler. Ein Rückblick und ein Weiterschauen. Streifzug durch fünf Jahrzehnte: Kaiserreich, Krieg, Revolution, Inflation, Niedergang und Deutschlands Aufstieg.“
Im Jahre 1926 ging ihr Film In den Sternen steht's geschrieben, eine Bearbeitung ihres Romans Der Mars im Todeshaus in vielen deutschen Städten über die Leinwand und rief nach Bericht der Berliner Zeitschrift Die Filmwoche (Nr. 19) überall große Diskussionen hervor.
Da man die Astrologie folglich ernster nahm, versuchten die Nationalsozialisten bald, die Astrologie-Vereinigungen und -Veröffentlichungen gleichzuschalten bzw. sie im Laufe der späteren Jahre der Herrschaft immer stärker zu unterdrücken bis zum vollkommenen Verbot.

Elsbeth Ebertin kam beim Luftangriff auf Freiburg im Breisgau der britischen Royal Air Force am 27. November 1944 ums Leben.

## Werke
- Sternblätter (1915)
- Königliche Nativitäten (1916)
- Die Nativität Hindenburgs (1917)
- Ein Blick in die Zukunft. Jahrbuch (1918 ff)
- Sternenwandel und Weltgeschehen (zusammen mit Ludwig Hoffmann, 1924)
- „Die Macht des Goldes“. Ein Roman von Himmelskräften und Teufelskunst. 1936 (Richard Hummel Verlag)
- Wie die Frauen in der Liebe sind – Graphologische Charakterstudien (ca. 1910)
- Wie die Männer in der Liebe sind – Graphologische Charakterstudien (ca. 1910)